# Антон Тус
Антон Тус (нар. 22 листопада 1931, Брибир поблизу Цриквениці — пом. 4 вересня 2023, Загреб) — відставний хорватський генерал армії, перший начальник Генерального штабу Збройних сил Республіки Хорватія.

## Короткий життєпис
Народився в сім'ї Юрая Туса. Закінчив Військово-повітряну академію у м. Мостар і Воєнну школу. У 1968—1969 рр. був командиром 204-го винищувального авіаційного полку ВПС комуністичної Югославії. У званні генерал-майора командував 5-м авіаційним корпусом ЮНА. З 1985 року до 8 травня 1991 року обіймав посаду командувача ВПС і ППО ЮНА. У липні 1991 р. у званні генерал-лейтенанта подав у відставку. У вересні 1991 року вступив на службу до хорватської армії, а 21 вересня того року став першим начальником Генерального штабу Збройних Сил Хорватії, прийнявши на себе Головне командування хорватською армією у вирішальні дні творення хорватських Збройних сил. На цій посаді він залишався до 22 листопада 1992 р. 10 вересня 1992 р. включений до складу Ради національної оборони Республіки Хорватія.
Генерал Антон Тус був головним військовим радником президента Хорватії Франьо Туджмана до 1 грудня 1995 р. З 1 грудня 1995 року обійняв посаду Начальника Управління з міжнародного військового співробітництва. З 2001 до 2005 року був головою місії Республіки Хорватія при штаб-квартирі НАТО. Сьогодні він на пенсії.

## Генерал-ас
Генерал Тус понад усе любив літаки, був закоханий у повітроплавство. Він керував усіма типами бойових літаків колишньої ЮНА, пілотував як американські, так і радянські надзвукові літаки і був єдиним югославським льотчиком, який у 80-х рр. ХХ ст. літав на обох найкращих тоді у світі моделях реактивних винищувачів: на американському F-16 «Fighting Falcon», розробленому компанією General Dynamics, і на радянському першокласному MIG-29 авіаконструктора Бєлякова (за кодифікацією НАТО — Fulcrum).

## Відзнаки
- Орден короля Петара Крешимира IV
- Орден князя Домагоя
- Орден Ніколи Шубича Зринського (26 травня 1995 р.)
- Орден хорватського трилисника (26 травня 1995 р.)